# 船越真衣
船越 真衣（ふなこし まい、1987年7月13日 - ）は、日本のタレント。神奈川県出身。フリップアップ所属。立教大学卒業。

## 略歴･人物
立教大学、テレビ朝日アナウンススクール、池袋ミュージカル学院を卒業後、地方局アナウンサーに内定するも、ダンサーを目指し辞退。オリエンタルランドでダンサーとして活躍した後、2015年にフリップアップに所属。タレントとして活動する傍ら、ピラティスやヨガのパーソナルトレーナーも務めている。TOKYO MX開局20周年特別企画「アニバーサリーアナウンサーオーディション」ファイナリスト。

### 趣味
趣味は、映画鑑賞、旅行、写真を撮ること、インテリアのお店巡りなど。

### 特技
特技は、クラシックバレエ。20年以上のキャリアがあり、身体がとても柔らかい。数々の舞台、コンクールに出演・出場し、横浜コンクールでは赤い靴賞を受賞している。

### 資格
- 普通自動車第一種運転免許
- 特殊船舶免許
- 漢字検定　2級
- ダイエット検定　2級、1級プロフェッショナルアドバイザー
- ピラティスベーシック、アドバンス
- アロマテラピー　1級

## 出演

### テレビ
- 愛の劇場「大好き!五つ子」(TBS系列)
- 「恋のから騒ぎ」(日本テレビ系列)
- 「満足！トレンドナビ」(BS-TBS)

### ゲーム
- 高円寺女子サッカー3 〜恋するイレブン いつかはヘブン〜（羽流純連）

| スタブアイコン | サブスタブ | この項目は、まだ閲覧者の調べものの参照としては役立たない、俳優（男優・女優）に関連した書きかけの項目です。この項目を加筆・訂正などしてくださる協力者を求めています（P:映画/PJ芸能人）。 |